# Poltawka (Omsk, Poltawski)
Poltawka (russisch Полта́вка) ist eine Siedlung städtischen Typs in der Oblast Omsk in Russland mit 7042 Einwohnern (Stand 14. Oktober 2010).

## Geographie
Der Ort liegt etwa 125 km Luftlinie südwestlich des Oblastverwaltungszentrums Omsk im südlichen Teil des Westsibirischen Tieflands, gut 10 km von der Staatsgrenze zu Kasachstan entfernt.
Poltawka ist Verwaltungszentrum des Rajons Poltawski sowie Sitz der Stadtgemeinde Poltawskoje gorodskoje posselenije, zu der außerdem das Dorf Malachowo (4 km östlich) gehört.

## Geschichte
Der Ort wurde 1895 von Umsiedlern aus dem Gouvernement Poltawa (heute Ukraine) gegründet und nach diesem benannt. Am 25. Mai 1925 wurde Poltawka Verwaltungssitz eines nach ihm benannten Rajons. Seit 1985 besitzt es den Status einer Siedlung städtischen Typs.

### Bevölkerungsentwicklung
| Jahr | Einwohner |
| ---- | --------- |
| 1939 | 2886      |
| 1959 | 4826      |
| 1970 | 5144      |
| 1979 | 6381      |
| 1989 | 7405      |
| 2002 | 7189      |
| 2010 | 7042      |

Anmerkung: Volkszählungsdaten

## Verkehr
Poltawka ist Endpunkt der Regionalstraßen 52K-8 vom 70 km entfernten Issilkul und 52K-27 von Bakbassar südlich Omsk, über die Rajonzentren Asowo und Scherbakul. In Issilkul und Marjanowka (erreichbar über Scherbakul) befinden sich die nächstgelegenen Bahnstationen an der Südroute der Transsibirischen Eisenbahn Tscheljabinsk – Omsk, eine weitere in Moskalenki, aber nur über untergeordnete Straßen erreichbar. Der Bahnstrecke folgt dort auch die föderale Fernstraße R254 Irtysch (ehemals M51) von Tscheljabinsk nach Nowosibirsk, Teil der transkontinentalen Straßenverbindung.